# You Will Only Break My Heart
You Will Only Break My Heart è un singolo di Delta Goodrem, pubblicato il 29 marzo 2008 da Sony BMG in formato CD e download, terzo estratto dall'album Delta.

## Il disco
You Will Only Break My Heart è stato scritto dalla Goodrem, Brian McFadden, Stuart Crichton e Tommy Lee James. Il singolo è stato prodotto da Stuart Crichton e Marius de Vries.